# Ceropegia insignis
Ceropegia insignis är en oleanderväxtart som beskrevs av Robert Allen Dyer. Ceropegia insignis ingår i släktet Ceropegia och familjen oleanderväxter. Inga underarter finns listade i Catalogue of Life.